# Gyalyum Chenmo
Pour les articles homonymes, voir Tsomo.

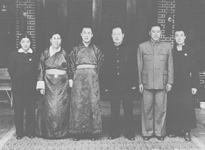
Photo prise à Pékin en 1955, de gauche à droite : Tsering Dolma, Gyalyum Chenmo, Tenzin Gyatso (14e dalaï-lama), un inconnu, Phuntsok Wangyal, Lobsang Samten

Diki Tsering (née en 1901, au village de Churkha dans la province d'Amdo/Qinghai - morte le 12 janvier 1981 à Dharamsala en Inde), aussi appelée Sonam Tsomo, plus connue sous son titre de « Gyalyum Chenmo » (la « Grande mère »), est la mère du Tenzin Gyatso, le 14e dalaï-lama.

## Biographie
Sonam Tsomo est née en 1901 dans le village de Churkha, district de Tsongkha, alors sous la juridiction du monastère de Kumbum, dans l'est du Tibet (Amdo).
De son mariage avec Choekyong Tsering le 24 décembre 1917 à Taktser, naquirent 16 enfants, dont 7 dépassèrent la petite enfance, et trois ont été reconnus comme tulkus. Outre le 14e dalaï-lama né en 1935, il y a Tsering Dolma, née en 1919, Thupten Jigme Norbu, né en 1922, Gyalo Dhondup, né en 1928, Lobsang Samten, né en 1933, Jetsun Pema et Tendzin Choegyal, nés à Lhassa  respectivement en 1940 et en 1946.
Gyalyum Chenmo a largement secondé son fils et le gouvernement tibétain en exil après sa fondation en 1959.

## Publication
- Le Dalaï-lama, mon fils : l'Histoire d'une mère, préparé et introduit par son petit-fils Khedroob Thondup, G. Trédaniel, 2000  (ISBN 2844451926 et 9782844451927)

## Adaptations cinématographiques

### Documentaire
- Women of Tibet: Gyalyum Chemo – The Great Mother est un documentaire consacré à Gyalyum Chenmo et produit par Rosemary Rawcliffe (en) en 2006.

### Fiction
- Le rôle de Gyalyum Chenmo est interprété par sa fille Jetsun Pema dans le film Sept ans au Tibet du cinéaste français Jean-Jacques Annaud, en 1997.
- Il est joué par Tencho Gyalpo dans le film Kundun de Martin Scorsese, en 1997.

## Hommage
- La Gyalyum Chenmo Memorial Gold Cup est une compétition de football organisée par l'Association nationale de football tibétaine chaque année depuis les années 1980.